# Biscaglia
La Biscaglia (in basco e ufficialmente: Bizkaia; in spagnolo: Vizcaya) è una provincia della comunità autonoma dei Paesi Baschi, nella Spagna settentrionale.

## Geografia
La Biscaglia confina con le province di Gipuzkoa a est, di Álava a sud, con la Castiglia e León (provincia di Burgos) a sud-ovest, con la Cantabria a ovest e il mar Cantabrico a nord. La superficie è di 2217 km², la popolazione nel 2008 era di 1 146 421 abitanti. Il capoluogo è Bilbao, mentre altri centri importanti sono Getxo, Barakaldo, Portugalete, Guernica e Bermeo.

## Società

### Evoluzione demografica
| Comuni più popolati (2010) | Comuni più popolati (2010) | Comuni più popolati (2010) |
| Posizione                  | Comune                     | Abitanti                   |
| -------------------------- | -------------------------- | -------------------------- |
| 1ª                         | Bilbao                     | 353 187                    |
| 2ª                         | Barakaldo                  | 99 321                     |
| 3ª                         | Getxo                      | 80 277                     |
| 4ª                         | Portugalete                | 47 856                     |
| 5ª                         | Santurtzi                  | 47 004                     |
| 6ª                         | Basauri                    | 42 452                     |
| 7ª                         | Leioa                      | 29 217                     |
| 8ª                         | Sestao                     | 29 224                     |
| 9ª                         | Galdakao                   | 29 254                     |
| 10ª                        | Durango                    | 28 261                     |
| 11ª                        | Erandio                    | 24 294                     |
| 12ª                        | Amorebieta-Etxano          | 17 969                     |
| 13ª                        | Bermeo                     | 17 026                     |
| 14ª                        | Mungia                     | 16 527                     |
| 15ª                        | Guernica                   | 16 295                     |

## Galleria d'immagini

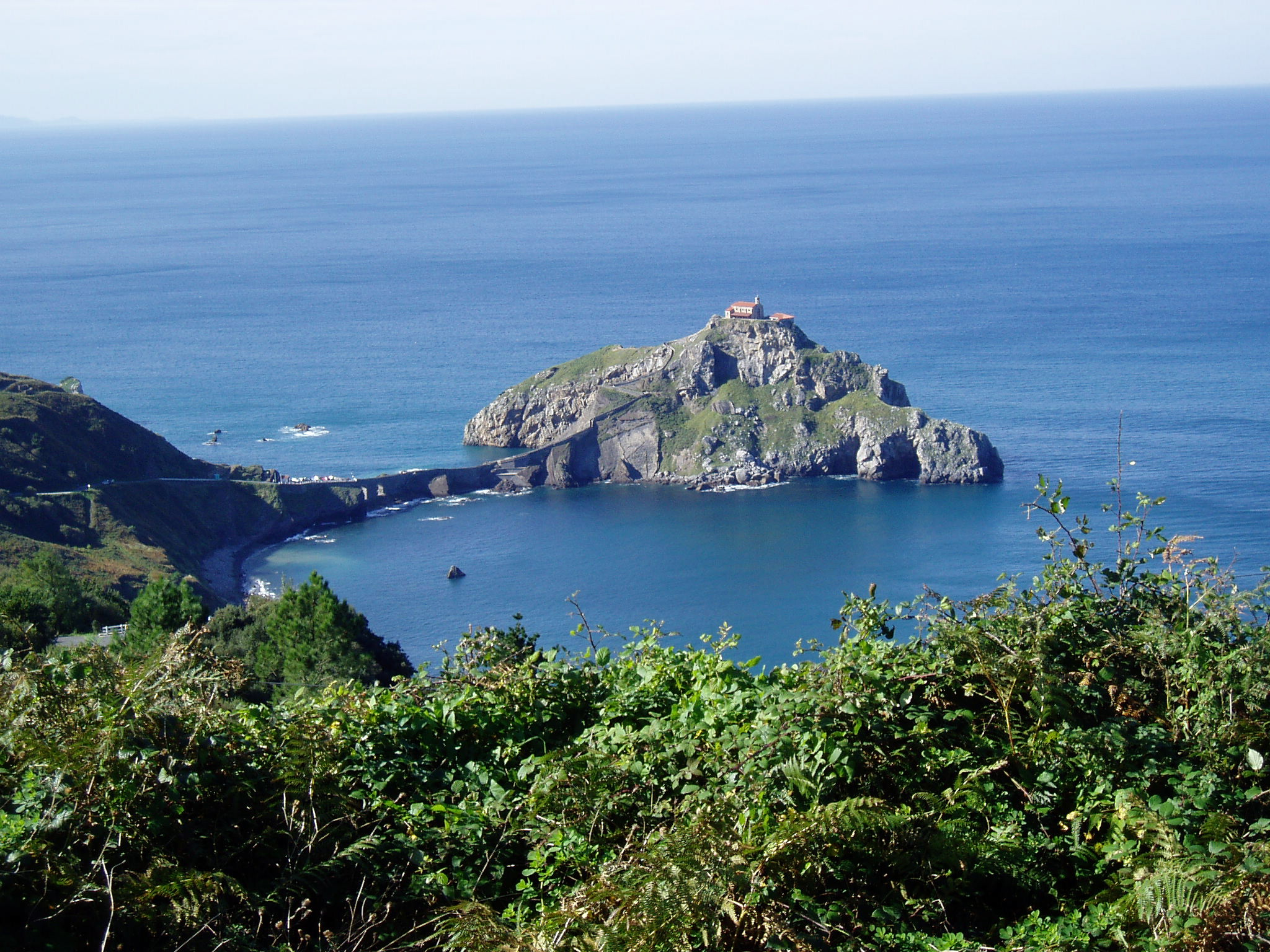
L'isola di San Juan de Gaztelugatxe
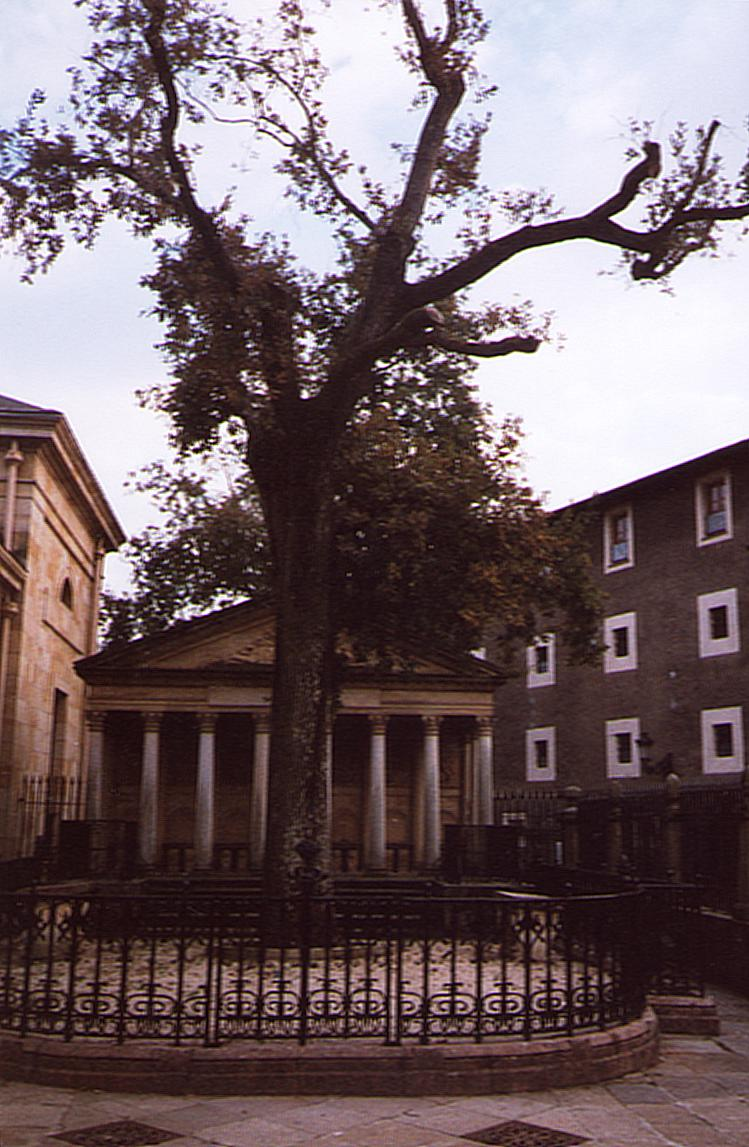
Il Gernikako Arbola di Gernika